# Fort Boekoe

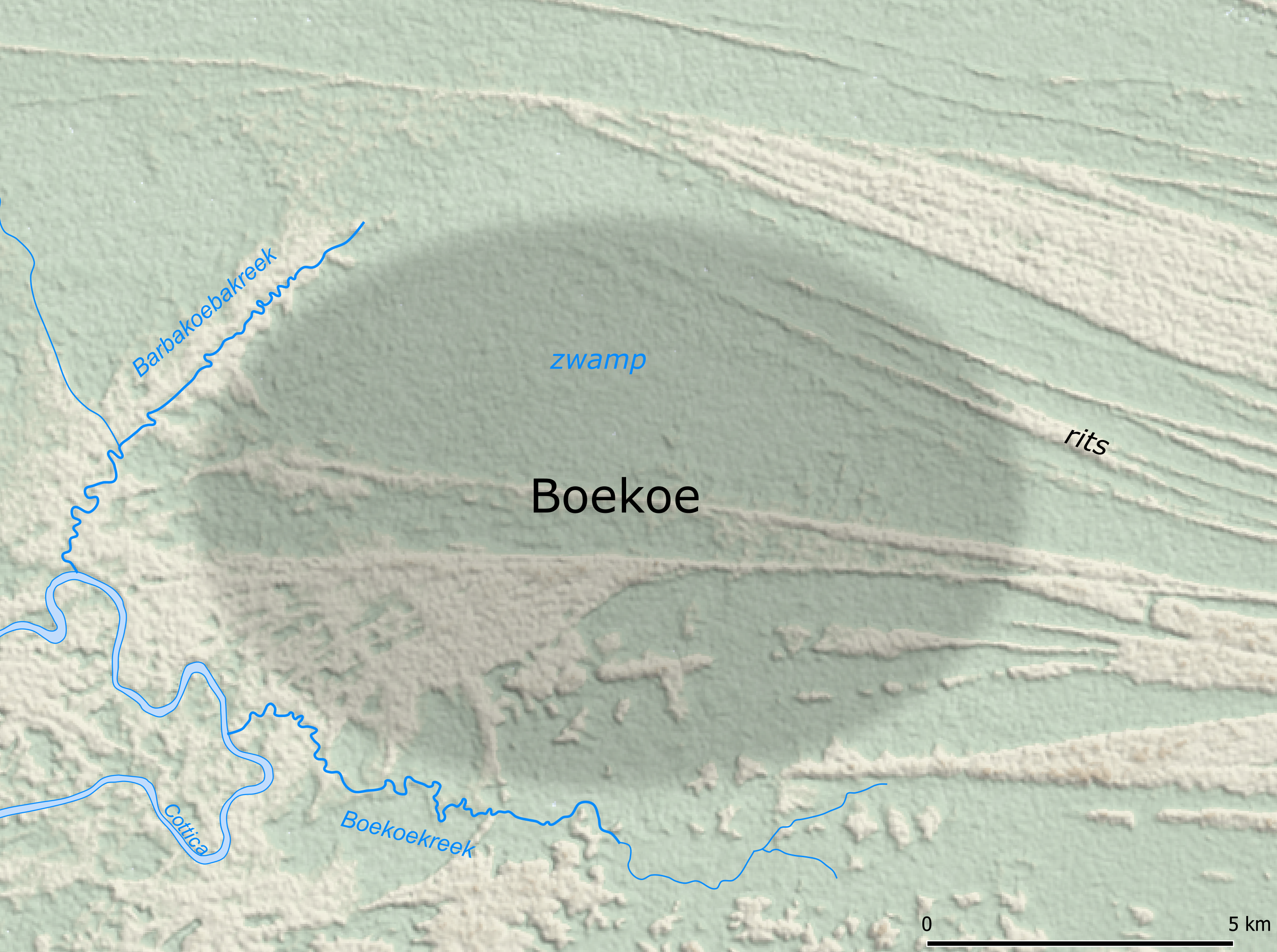
Vermoedelijke locatie van Fort Boekoe op een rits ten oosten van de Barbakoebakreek en ten noorden van de Boekoekreek in Noordoost Suriname

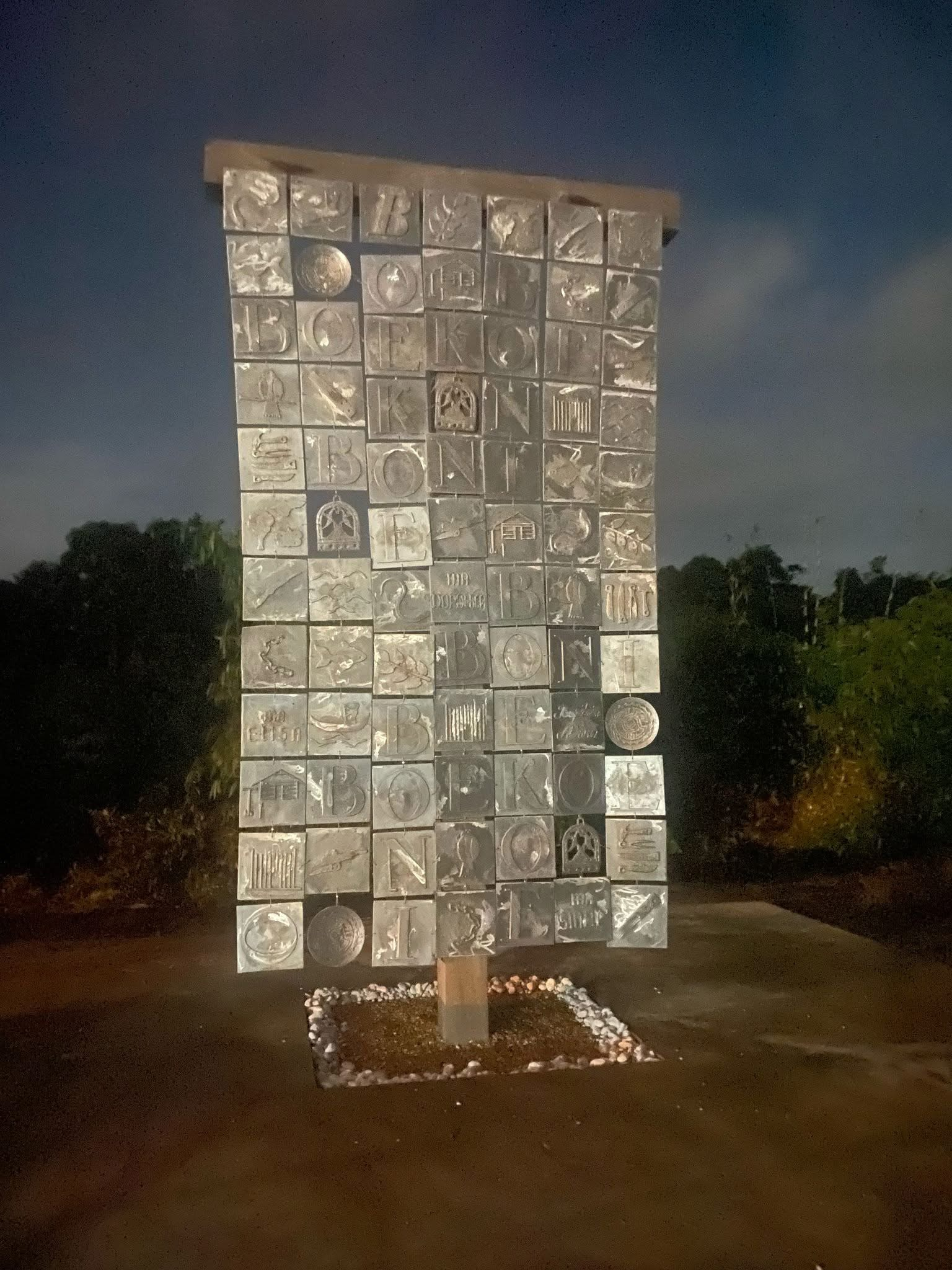
Boekoemonument in Tamarin

Fort Boekoe (Suriname, 1771 - 1772) was de versterkte nederzetting en verblijfplaats van de Boni-marrons. Boekoe lag op een verhoging in een moerasgebied, ten oosten van de Cottica en was bereikbaar via een geheim pad dat gedeeltelijk verborgen lag onder het wateroppervlak. Het dorp was versterkt met palissades en werd verdedigd met enkele kanonnen. Vanuit Boekoe werden overvallen op nabijgelegen plantages uitgevoerd.
In september 1772 werd Boekoe veroverd en met de grond gelijkgemaakt door de troepen van het gouvernement en het korps Zwarte Jagers. De Boni-marrons vluchtten daarop naar de regio Locusboom, verder naar het oosten, waar zij nieuwe dorpen en kostgronden bouwden. 
Fort Boekoe speelde een belangrijke rol in de eerste Boni-oorlog (1765 - 1776) en is een symbool geworden voor de opstand van de slaven tegen het plantagesysteem en de koloniale overheersing.

## Voorgeschiedenis
In 1770 was de strijd tussen de Boni-marrons (waarmee geen vredesverdrag was afgesloten) en de patrouilles opgezet door plantagehouders al enkele jaren gaande. Door een overval op de plantage Mon Désir in november 1770 kregen de Boni's ruimere beschikking over geweren en kruit. Een patrouille die de overvallers probeerde te achterhalen kon hun spoor niet terugvinden. In maart 1771 werd er door de planters een nieuwe patrouille uitgerust om dorpen van de marrons te vinden en te vernietigen. Die patrouille slaagde erin om op 5 maart 1771 Libia, het dorp van Boni, te vinden. Libia was vlak voor hun aankomst verlaten, de vuurplaatsen waren nog warm. Een dag na de ontdekking van Libia werd de patrouille door de marrons overvallen. Enkele soldaten sneuvelden en de overlevenden kwamen enkele dagen later aan op de post ’s-Landsrust.

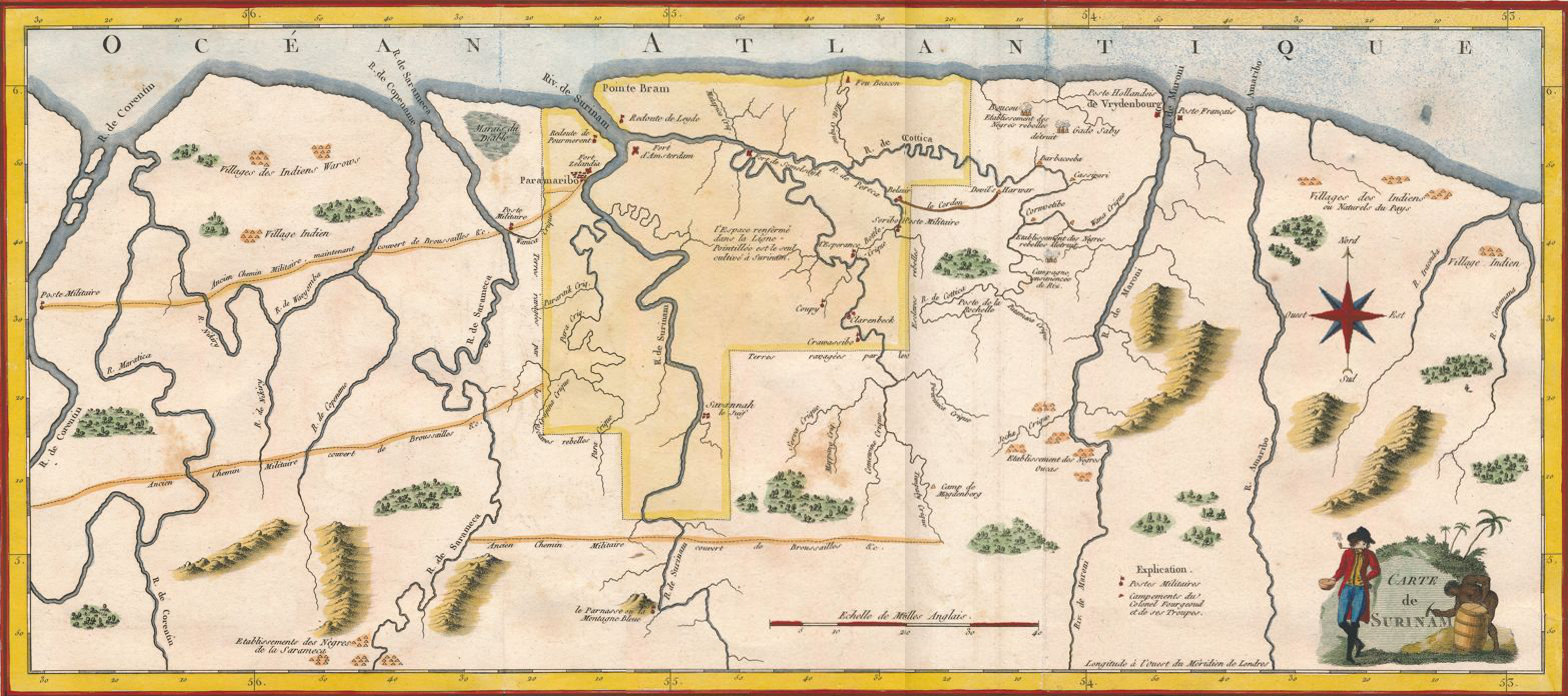
Kaart van het noorden van Suriname (Stedman 1796). Boekoe lag ten noorden van de Cottica tussen de Motkreek en de Marowijne in.

Op 9 juni 1771 overvielen de marrons de plantage Bockensteyn, gelegen aan de bovenloop van de Cottica-rivier. De plantage werd verdedigd door de slaven en de overvallers slaagden er niet in om slaven in handen te krijgen. De gebouwen werden in brand gestoken. De overvallers vertrokken in buitgemaakte boten, met meeneming van vijf vrouwen en een man die op het land aan het werk waren. Een achtervolgende patrouille probeerde wederom vruchteloos de marrons te achterhalen. Die voeren stroomopwaarts over de Cottica en de Koopmanskreek en vervolgden hun terugtocht te voet naar een nieuwe nederzetting, het dorp Boekoe.

## Fort Boekoe

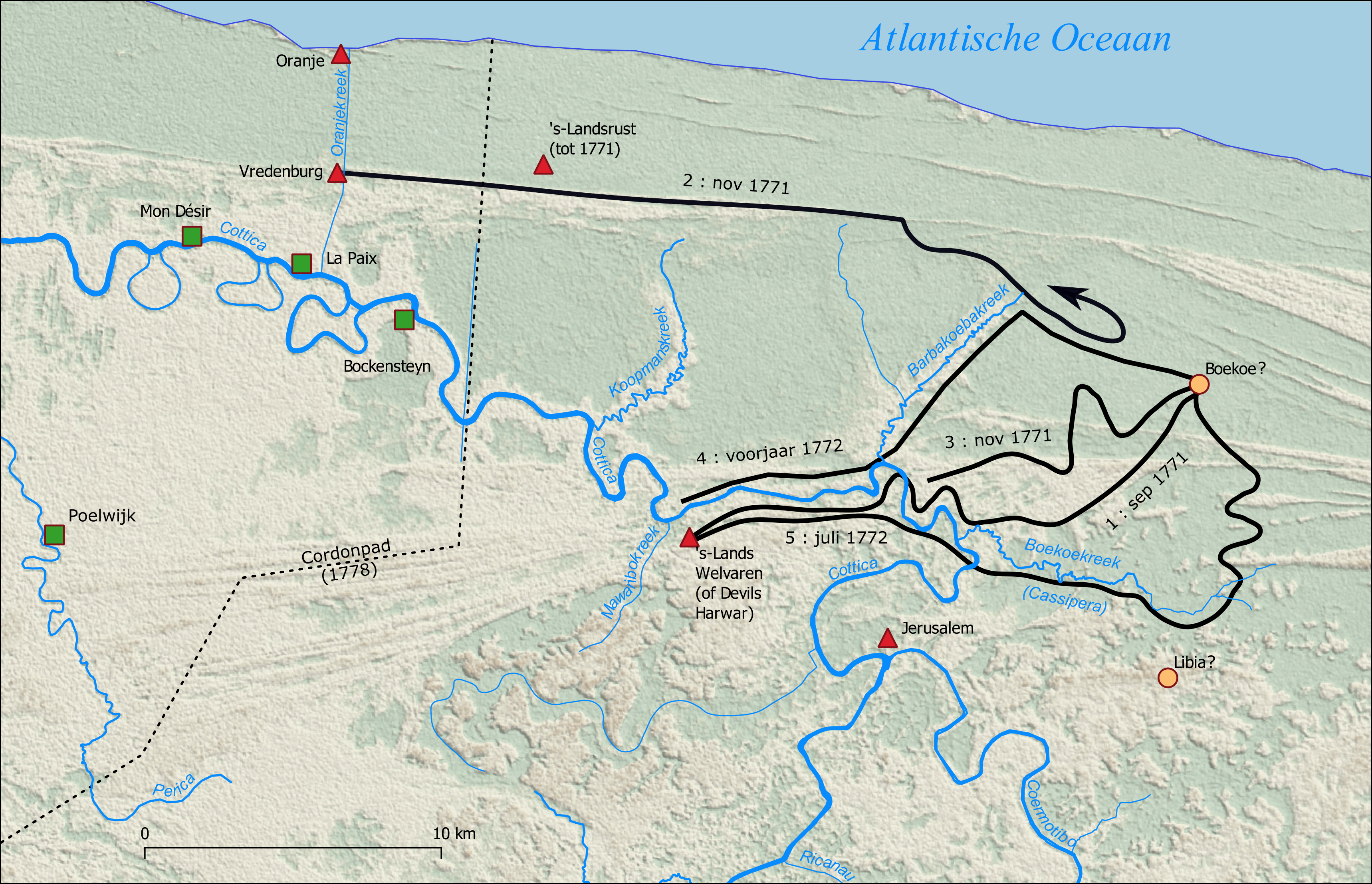
Strafexpedities naar Fort Boekoe 1771-72. (Hoogbergen, 1985)

Boekoe werd het nieuwe bastion van de Boni-marrons. De naam betekent tot stof vervallen en duidt aan dat het dorp eerder tot stof zou vergaan dan dat het zou worden ingenomen.
Boekoe was gelegen ten oosten van de Barbakoebakreek en ten noorden van de Cassipera. Deze kreken stromen door een moerasland (zwamp) dat doorsneden wordt door zand- en schelpritsen. Het versterkte dorp lag op een zandrits in een diepe zwamp, de Biribiri. Boekoe was dus moeilijk te vinden en te benaderen. De marrons die de omgeving goed kenden konden vanuit deze plek te voet of per korjaal plantages overvallen en terugkeren met hun buit terwijl het voor achtervolgers moeilijk was om hen te achterhalen.
In september 1771 is een lijst opgesteld van de bewoners van Boekoe. De lijst is tot stand gekomen door de verhoren van gevangengenomen en meegevoerde marrons, na de verovering van Boekoe in september 1771. Op die lijst staan 50 mannen, 24 vrouwen en 9 kinderen. Deze aantallen komen overeen met de schattingen van luitenant Meyer, een officier van de Sociëteitstroepen. De lijst is niet compleet: er missen 22 marrons afkomstig uit Boekoe, die voor september 1771 gevangengenomen waren. Later gevangengenomen marrons hebben ook nog namen genoemd van andere dorpsbewoners.
Begin 1771 liepen 9 slaven van de plantage Fauquemberg weg, waaronder Jolicoeur, 15 slaven van de plantage La Paix en 9 van de plantage Acconoribo. De weggelopen slaven vormden een extra bedreiging voor de plantagehouders omdat onder hen ook slaven waren die in Suriname zelf geboren waren. Van deze zogenoemde creolen had men aangenomen dat zij te vertrouwen waren en sommige plantagehouders hadden hen zelfs bewapend. Ook deze creolen liepen nu weg, met hun bewapening. Het aantal bewoners van Boekoe nam in 1771 en 1772 dus sterk toe, door slaven die van hun plantage vluchtten en door slaven die werden meegenomen na aanvallen door de Boni's.
Vanuit Fort Boekoe werden meerdere succesvolle overvallen op plantages uitgevoerd. De plantagehouders voerden de druk op het bestuur van de kolonie op. Er moest militaire steun verleend worden op de plantages en de expedities om de marrons op te sporen moesten worden geïntensiveerd. De strijd nam dus toe. Maar Boni heeft in dezelfde periode ook drie keer aangeboden om vrede te sluiten. Op 13 sept 1771 na de overval op de plantage Capoerica. Bij de overval op de plantage Poelwijk op 27 juni 1772 en op 29 juli 1772 na de mislukte aanval op Boekoe door de Redi Musu. Deze verzoeken werden steeds afgewezen.

## De strijd om Boekoe

### De eerste verovering van Boekoe
In september 1771 werd opnieuw een bospatrouille uitgezonden met de bedoeling om nieuwe dorpen van de marrons te ontdekken. Een militair commando vertrok op 12 september vanuit de post ’s-Lands Welvaren. Het commando stond onder leiding van vaandrig Sebulo en bestond uit 50 soldaten en enkele dragers.
Na enkele dagen ontdekte het commando een dorp dat op een zandrits in een zwamp lag, iets ten noorden van de Cassiperakreek. Het dorp werd omringd door een palissade van 3 meter hoog die was voorzien van schietgaten. Het dorp was bereikbaar via een smal, verborgen pad, dat gedeeltelijk onder het wateroppervlak lag. De toegang tot het dorp bestond uit een smalle doorgang in de palissade. Bij de doorgang waren twee draaibassen (kleine draaibare kanonnen) opgesteld. Het geheime pad werd door Sebulo ontdekt en zonder veel tegenstand kon hij het dorp bezetten. Op het moment van de verovering waren de weerbare mannen op een veldtocht naar de plantage Capoerica, gelegen aan de Pericakreek. De goederen die de troepen aantroffen in het dorp werden vernield en in het water gegooid. De 2 draaibassen en 2 donderbussen (kleine bronzen kanonnen) werden meegenomen. De huizen werden niet platgebrand en ook de palissade bleef staan. Er werden 15 vrouwen en 7 kinderen gevangengenomen en meegevoerd.

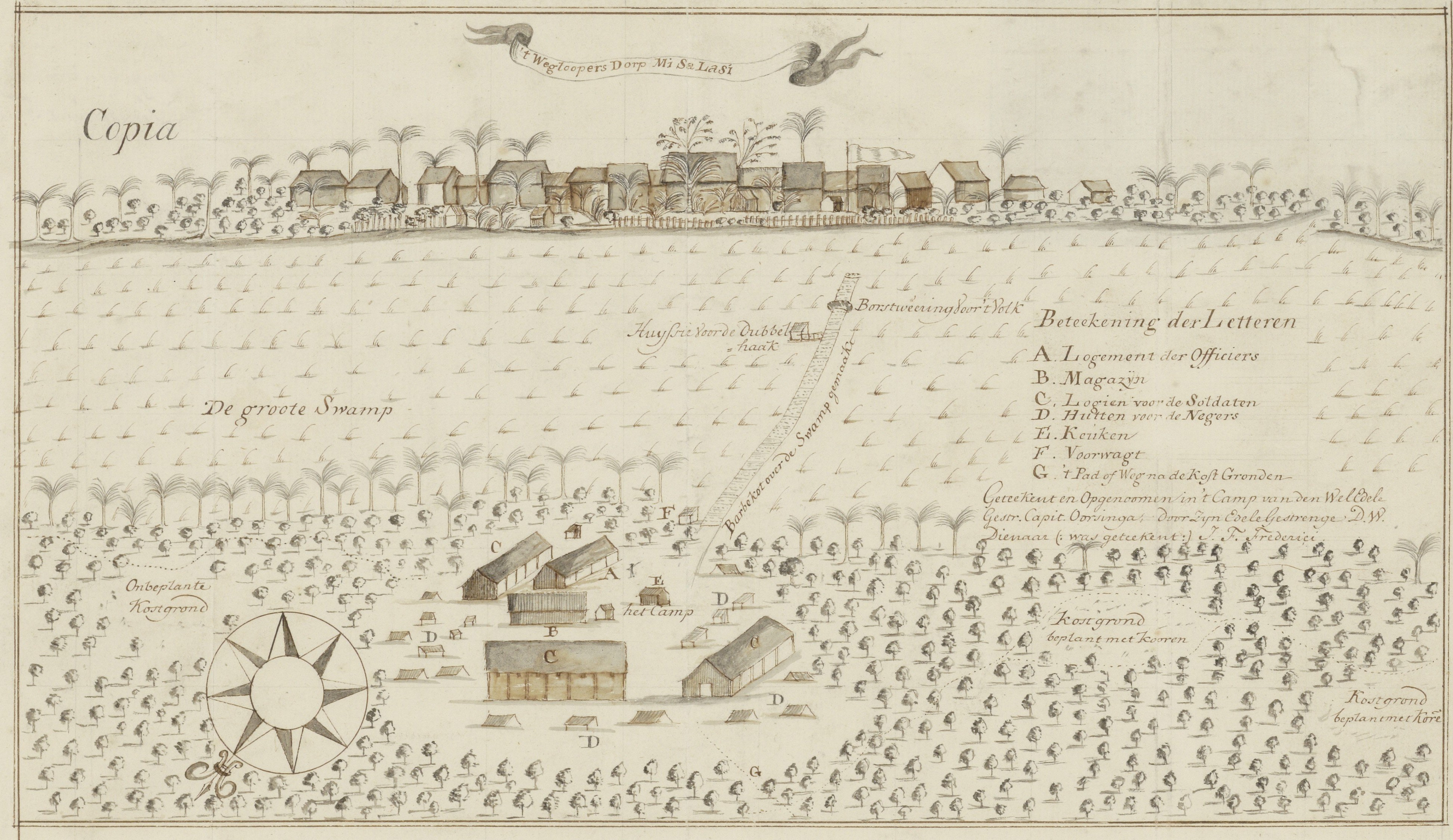
Gezicht op het weglopersdorp Mi Sa Lasi (1772). Op de voorgrond het kamp van Kapitein Oorsinga, bovenin het dorp met de palissade en over de zwamp het knuppelpad (barbecot) in aanbouw.

Tijdens de terugtocht van hun overval op de plantage Capoerica stuitten de marrons op het commando van Sebulo. De marrons waren ongeveer 40 man sterk en werden geleid door Boni en de onderaanvoerders Baron en Jasmin. Ondanks verwoede pogingen en heftige gevechten lukte het de marrons niet om de vrouwen en kinderen te ontzetten.
De gevangenen werden op 22 september 1771 overgeleverd aan de autoriteiten in Paramaribo.
Bedlo, een planter en burgerkapitein van het district Boven-Cottica en Perica en eigenaar van de plantage Capoerica, stuurde enkele patrouilles om de overvallers te achterhalen en om het dorp en de versterking alsnog te vernietigen. Een patrouille onder leiding van vaandrig Kraft vertrok op 6 november vanuit de post Vredenburg, maar keerde, na een gevecht met 70 tot 80 marrons, onverrichter zake terug. De patrouille onder leiding van Sebulo kon het dorp niet meer terugvinden, maar vond wel de plek waar zij eerder slag hadden geleverd met de marrons. De hoofden van de gedode soldaten waren op staken gespietst.
Eind november zond Bedlo opnieuw een grote patrouille uit naar Boekoe. 73 soldaten en 81 lastdragers onder leiding van Kraft en Keller. Op 21 november staken ze de Cottica over en trokken op in de richting van Boekoe. Ze ontdekten verschillende kostgronden, maar bleven steken aan de oever van de Birbirizwamp. De marrons vielen ’s nachts het kamp aan en na hevige gevechten, die twee dagen duurden, kregen de troepen gebrek aan munitie. Ze besloten om zich terug te trekken. Kraft en Keller rapporteerden later dat het op dat moment niet mogelijk was om Boekoe opnieuw in te nemen. De moerassen waren niet doorwaadbaar en de tegenstand van de marrons was te hevig.

### Vorming van het korps Zwarte Jagers of Redi Musu
De teleurstellende resultaten van het Corps Vrije Mulatten en Neegers, opgericht in 1770 en bestaande uit twee detachementen van elk 50 mannen leidde ertoe dat er in 1772 een ander korps werd gevormd: het Neeger-vrijcorps, ook wel het korps Zwarte Jagers of Redi Musu genoemd. Het besluit hiertoe werd genomen door het Hof van Politie, onder voorspraak van de raadsleden (en plantagehouders) Bedlo en Van der Mey. Gouverneur Nepveu ondersteunde het voorstel en op 15 juli 1772 kocht het gouvernement de eerste 116 slaven voor de vorming van een Neeger-Vrijcorps. Aan de slaven werd beloofd dat zij vrij zouden komen nadat zij hun contract hadden uitgediend. Het korps werd vrijwel direct ingezet in Boven-Cottica, het gebied waar de Boni-marrons opereerden.

### De belegering

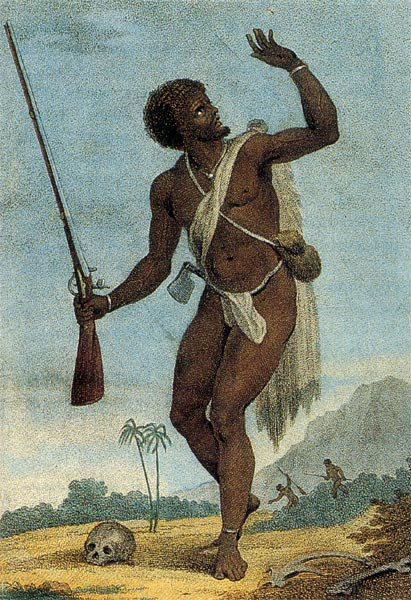
Een vluchtende slaaf, gewapend en op zijn hoede. (Stedman 1794)

Terwijl de Boni’s doorgingen met het overvallen van plantages werd een nieuwe veldtocht voorbereid.
In april 1772 werd Kapitein Oorsinga op pad gestuurd met 150 soldaten en 150 dragers. Hun opdracht was om op de zandrits tegenover Boekoe een nieuwe militaire post te vestigen en van daaruit Boekoe in te nemen. Op 30 april kwamen de troepen aan op de rits tegenover Boekoe. De zwamp was wel diep, maar niet breed. Het kamp dat kapitein Oorsinga liet inrichten en Boekoe lagen op gehoorafstand van elkaar. De marrons hadden hun dorp in de voorgaande maanden verder versterkt. De palissade was aan de kant van het kamp nu 5 meter hoog. Op enkele plekken rond het dorp waren valkuilen gegraven waarin spiesen gestoken waren. Boven het dorp hing een vlag met een zwarte en een witte leeuw op een gele ondergrond met zwarte rand.
De Boni’s daagden de soldaten voortdurend uit. De aanvallers hoorden de verdedigers van Boekoe schreeuwen: "dit dorp heet Mi sa lasi (Ik zal verliezen) maar ons nieuwe dorp zal de naam Ju no sa fini (Je zult het niet vinden) dragen."
De marrons bleven, ondanks de aanwezigheid van de troepen tegenover hun fortificatie, plantages bestoken. Op 28 mei overvielen de marrons, onder wie Jolicoeur, de plantage Nieuw-Roosenbeek, gelegen aan de Boven-Commewijne. Oorsinga concludeerde hieruit dat er een andere manier moest zijn om Boekoe te bereiken en adviseerde aan Paramaribo om een tweede patrouille te zenden die zou moeten oprukken naar Boekoe via de Cassiperakreek.
De troepen van Oorsinga bleven gelegerd aan die rand van de zwamp, maar konden weinig uitrichten. Het moeras was niet doorwaadbaar, de soldaten zakten weg in de modder en pogingen om een knuppelpad (barbecot) over zwamp aan te leggen verliepen traag door voortdurend geweervuur.
Op 27 juni 1772 overvielen de marrons de plantage Poelwijk. Boni wilde met deze overval vooral munitie buitmaken, nodig voor de verdediging van Boekoe. Ze maakten 21 geweren buit, een vaatje patroonhulzen voor een draaibas en een kist met ammunitie en kruit. Ook trokken een groot aantal slaven van Poelwijk met Boni mee naar Boekoe.
Op 11 juli namen de marrons het kamp onder vuur. Gedurende de dagen die volgden ondernamen zij nog enkele aanvallen. De troepen van Halthaus, de opvolger van kapitein Oorsinga, hielden stand, maar hadden zoveel munitie verschoten dat zij bijna door hun voorraad heen waren. Vanuit de post ’s-Lands-Welvaren werd een nieuw transport op pad gestuurd, onder leiding van majoor Scholts, Sebulo en luitenant Kraft. Dit transport werd door de marrons onderschept. Terwijl de soldaten tot aan hun nek door een zwamp waadden, geweer boven het hoofd en patroontas tussen hun tanden, werden zij onder vuur genomen. De soldaten vluchtten met achterlating van de bevoorrading. De buit was groot: een vat kruit, een kist patronen, twee draaibassen, een mortier, enkele geweren en veel provisie.
De positie van de troepen was nu onhoudbaar en besloten werd om het kamp op te breken. Men liet het kampement intact om aan de Boni’s de indruk te geven dat zij daar nog altijd aanwezig waren.
Een dag na het vertrek van de troepen van Scholts was er nog een tweede expeditie vanuit de post 's-Lands-Welvaren vertrokken: 122 Zwarte Jagers onder leiding van sergeant Mangold. Ze volgden een route via de Cassiperakreek zodat Boekoe van twee kanten kon worden ingesloten. De Zwarte Jagers waren niet op de hoogte van de mislukte missie van Scholts en ook niet van het opbreken van het kamp. Op de avond van 28 juli waren zij zo dicht in de buurt van Boekoe dat zij de marrons konden zien. Het lukte de Zwarte Jagers niet om Boekoe te bereiken. De zwamp om het dorp was zo diep dat een soldaat die erin stapte verdween en niet meer boven kwam. De volgende dag trokken de Zwarte Jagers eerst naar het verlaten kamp van Halthaus. Daar stuitten zij op de marrons die bezig waren om alle bruikbare materialen over te brengen naar Boekoe. Tijdens het gevecht dat ontstond vluchtten de Zwarte Jagers in paniek verschillende kanten op.
Er werden elf Zwarte Jagers gevangengenomen die naar Boekoe werden overgebracht. Boni gaf hen de keuze om zich aan te sluiten of te sterven. De mannen gaven aan dat zij zich niet aan wilden sluiten. Na onderling beraad besloten de Boni's om de eed te verbreken om geen negers te doden.
Boni schoot daarop een Zwarte Jager dood, negen anderen werden met een houwer gedood. Een Zwarte Jager, Pasop van Clarenbeek werd in leven gelaten omdat het geweer waarmee men hem wilde doodschieten tweemaal dienst weigerde. Hij werd naar de blanken teruggestuurd. In Paramaribo werd met instemming gereageerd op het bericht dat de door de Boni's gepakte Zwarte Jagers de dood prefereerden boven aansluiting bij de ‘weglopers’. Het vredesaanbod van Boni werd door het Hof van Politie afgeslagen. Besloten werd om het korps uit te breiden tot 300 soldaten. Omdat veel groene mutsen in handen van de marrons waren gevallen werden de groene mutsen vervangen door rode. De Zwarte Jagers kregen zo hun bijnaam “Redi Musu”.

### De val van Boekoe

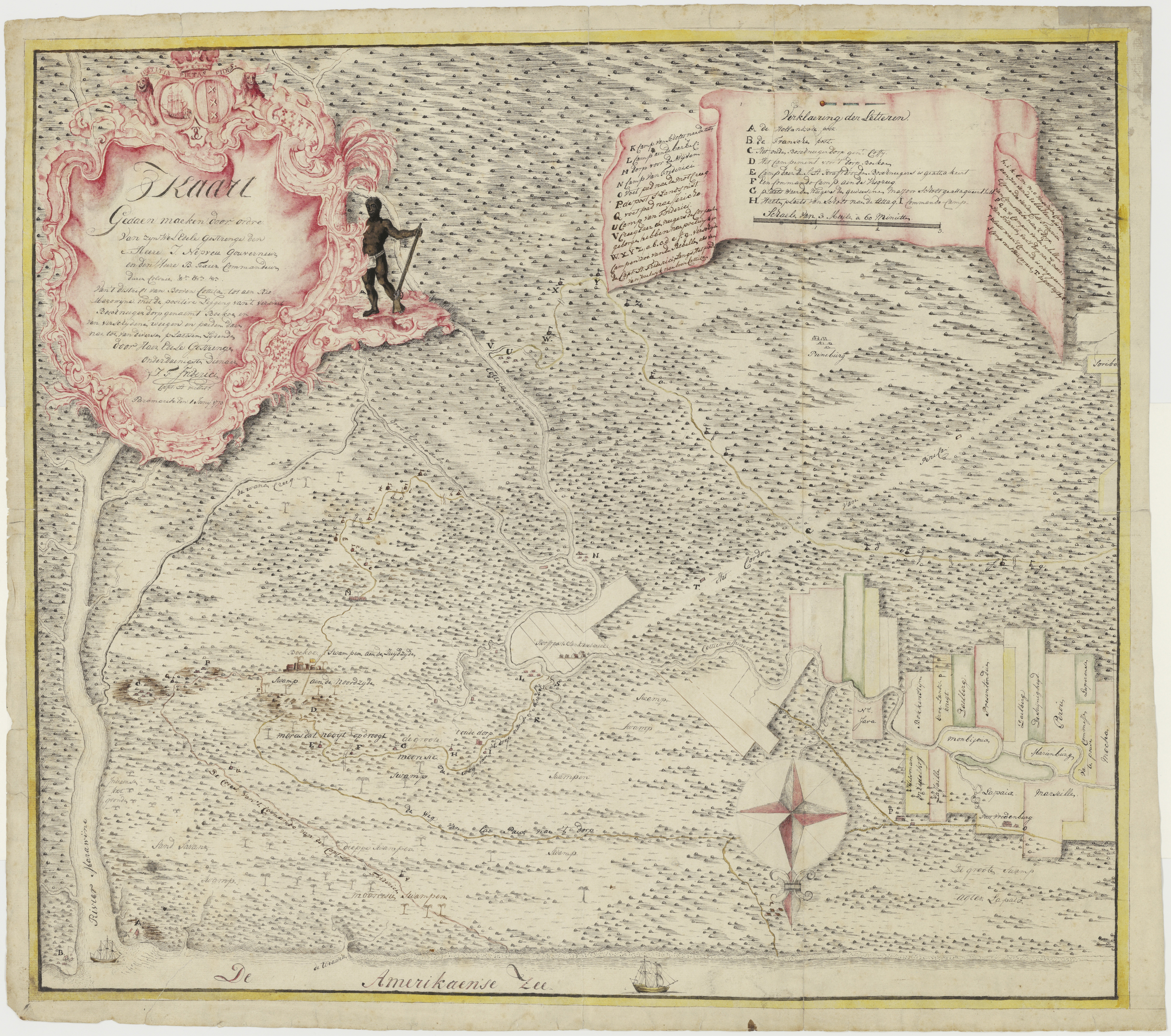
Manuscriptkaart van De Friderici uit 1773 van de verovering van Boekoe in 1772 (Noorden is beneden)

De aanvallen van de Boni’s op plantages gingen onverminderd door. Ze voerden overvallen uit op de plantages La Paix, Mon Désir, Clemensburg. Door de belegering en door de toename van het aantal gevluchte slaven in Boekoe was er tekort aan voedsel ontstaan en de overvallen waren bedoeld om de voedselvoorraden aan te vullen.
Door het gouvernement werd een nieuw aanvalsplan gelanceerd. Een commando van de Sociëteitstroepen, aangevuld met 113 Zwarte Jagers zou oprukken via de Barbakoeba. Een kleinere groep van 30 militairen en enkele Zwarte Jagers onder leiding van luitenant De Friderici werd vooruit gezonden om de route te verkennen. Een derde groep, bestaande uit 173 Zwarte Jagers vertrok op 11 september 1772 vanuit de post Vredenburg. De groep werd aangevoerd door luitenant Mangold en in deze groep bevond zich ook Vrijman Quassie.
In de post ‘s-Lands-Welvaren werd het centrale commando gevestigd. De expedities werden gecoördineerd door Bernard Texier, commandeur van de Sociëteitstroepen.
Op 12 september kwam het op de plek waar de Barbakoeba uitmondt in de Cottica tot een gevecht met de marrons. De bevelhebber van de Boni’s, Seysey van Looseken werd gedood. Zijn hoofd werd afgehakt en naar de Zwarte Jagers gebracht. Het aanzien van Friderici onder de Zwarte Jagers nam hierdoor zo toe dat zij zich onder zijn bevel schaarden. Op 15 september kwamen de troepen van luitenant Mangold aan op de rits voor Boekoe. De Zwarte Jagers waren daar inmiddels ook aangekomen. Een deel van de Zwarte Jagers trok vervolgens naar het oosten om te proberen Boekoe te bereiken over het pad dat in juli ontdekt was. De troepen die achterbleven in het kamp zouden op 20 september om 4 uur ’s ochtends een schijnaanval uitvoeren en daarbij zoveel lawaai maken dat de Zwarte Jagers vanuit de andere kant een verrassingsaanval konden uitvoeren. Die aanval vond plaats om half vijf. De marrons werden verrast en moesten zich terugtrekken achter de palissade. De Zwarte Jagers bestormden het dorp en klommen over de palen heen. De strijd duurde een half uur. Er werden 43 mensen gevangengenomen: 3 mannen, 23 vrouwen en 17 kinderen. Negen marrons waren gesneuveld. Boni en de andere verdedigers waren gevlucht via andere verborgen paden door het moeras. Op de kostgronden werden nog 7 marrons gevangengenomen. Boekoe werd vernietigd.
Het aantal marrons in Boekoe was in de maanden voorafgaande aan de val aanzienlijk toegenomen. De door Boni vrijgelaten Zwarte Jager Pasop van Clarenbeek verklaarde dat er tijdens het beleg van Boekoe hongersnood heerste en dat er een besmettelijke ziekte was uitgebroken. Dit werd later bevestigd door een andere gevangenomen slaaf, Jupiter van Elk-het-Zijn.
Het was Boni bovendien duidelijk geworden dat een definitieve aanval op Boekoe niet lang op zich zou laten wachten. Hij had daarom opdracht gegeven om nieuwe kostgronden aan te leggen verder naar het oosten, in een streek die Locusboom heette. Ook waren zij begonnen met het overbrengen van zaaigoed en de repatriëring van vrouwen en kinderen. Op het moment van de aanval was Boekoe al grotendeels verlaten. Boni had alleen de vrouwen en kinderen achtergelaten die tijdens de overvallen op de plantages La Paix, Mon Désir en Clemensburg waren meegevoerd, maar die liever naar de plantages wilden terugkeren dan bij de Boni’s te blijven. Granman Puja, afkomstig van La Paix, en Boni waren met een kleine groep mannen achtergebleven om Boekoe te verdedigen.

### Na de val
De troepen die op 28 september 1772 in Paramaribo terugkeerden kregen een enthousiast onthaal. In de kerken werd God bedankt voor de overwinning. Meer dan 100 weggelopen of meegevoerde slaven waren teruggekeerd. De Zwarte Jagers hadden hun waarde en hun trouw aan het regime bewezen.
De gevangengenomen marrons werden in Paramaribo ondervraagd. 15 werden ter dood veroordeeld. De patrouilles die werden gezonden om de gevluchte marrons te achterhalen hebben naar schatting nog eens 50 tot 60 marrons gedood.
De Raad van Politie vond de verschillende vormen om gevluchte slaven te straffen (marteling, doodstraf) niet dramatisch genoeg. Een nieuwe straf werd ingevoerd: het doorsnijden van de achillespees.
Na het verlies van Boekoe werden er in de resterende maanden van 1772 en de eerste maanden van 1773 geen nieuwe overvallen door de marrons uitgevoerd. Daarna werden de overvallen op de plantages weer voortgezet. In september 1773 hervatte de Zwitserse kolonel Fourgeoud de strijd met de marrons waarbij hij kon beschikken over de militaire versterkingen (Staatse troepen) die in het voorjaar 1773 vanuit Nederland waren aangekomen. Onder de officieren bevonden zich John Gabriël Stedman en Friderici.

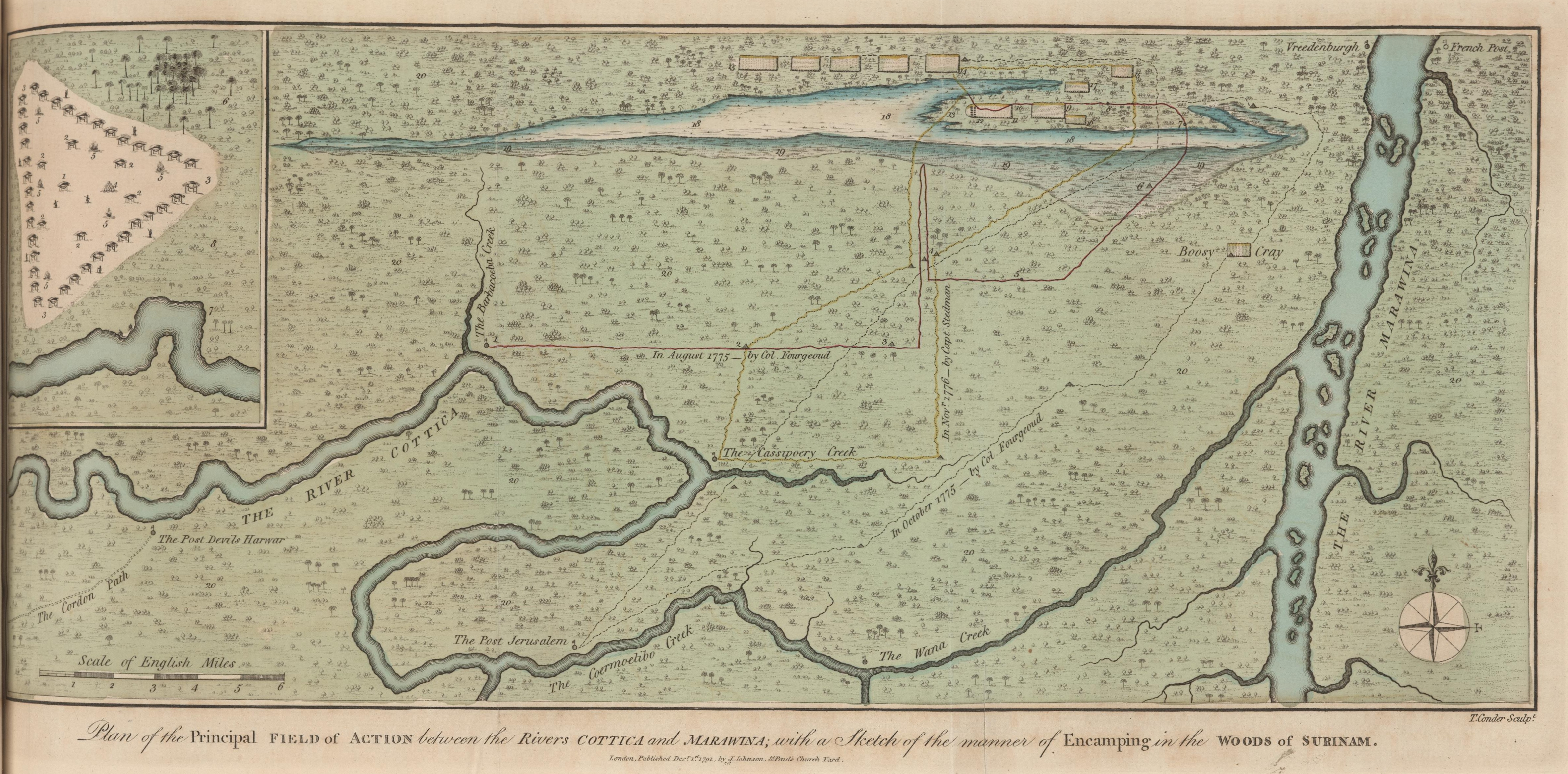
Kaart van Stedman van de verovering van het Boni-dorp Boosy Cray of Busi-krey, door Fourgeoud in 1775-76

In augustus 1775 werd een nieuwe grote expeditie opgezet onder leiding van kolonel Louis Henri Fourgeoud. De legermacht bestond uit 300 man, waaronder 100 Zwarte Jagers. Ze vonden twee nieuwe dorpen in de buurt van de Cassiperakreek: Holi-mi en Kofi-hay. De marrons verloren het gevecht en hun dorp en kostgronden, maar hadden vlak voor de strijd hun vrouwen en kinderen overgebracht naar het nieuwe dorp Busi-krey (het bos huilt). Maar ook van deze plek werden zij weer verjaagd.
Geholpen door de overgelopen marron Jonas van ’s-Haagenbosch vonden de Zwarte Jagers op 18 april 1776 het nieuwe dorp Mokomoko-busi. Zij leverden uiteindelijk een beslissende slag tegen de Boni’s onder leiding van conducteur Vinsaque. De Boni’s werden verjaagd en het dorp in brand gestoken. Gedwongen door de vernietiging van hun kostgronden besloot Boni om zich te vestigen aan de andere zijde van de Marowijne, in Frans-Guyana. Eind augustus 1776 staken zij in 15 korjalen de rivier over in de buurt van wat nu de Bonikreek heet, ongeveer 20 kilometer ten zuiden van Albina.

## Recente expedities om Fort Boekoe terug te vinden

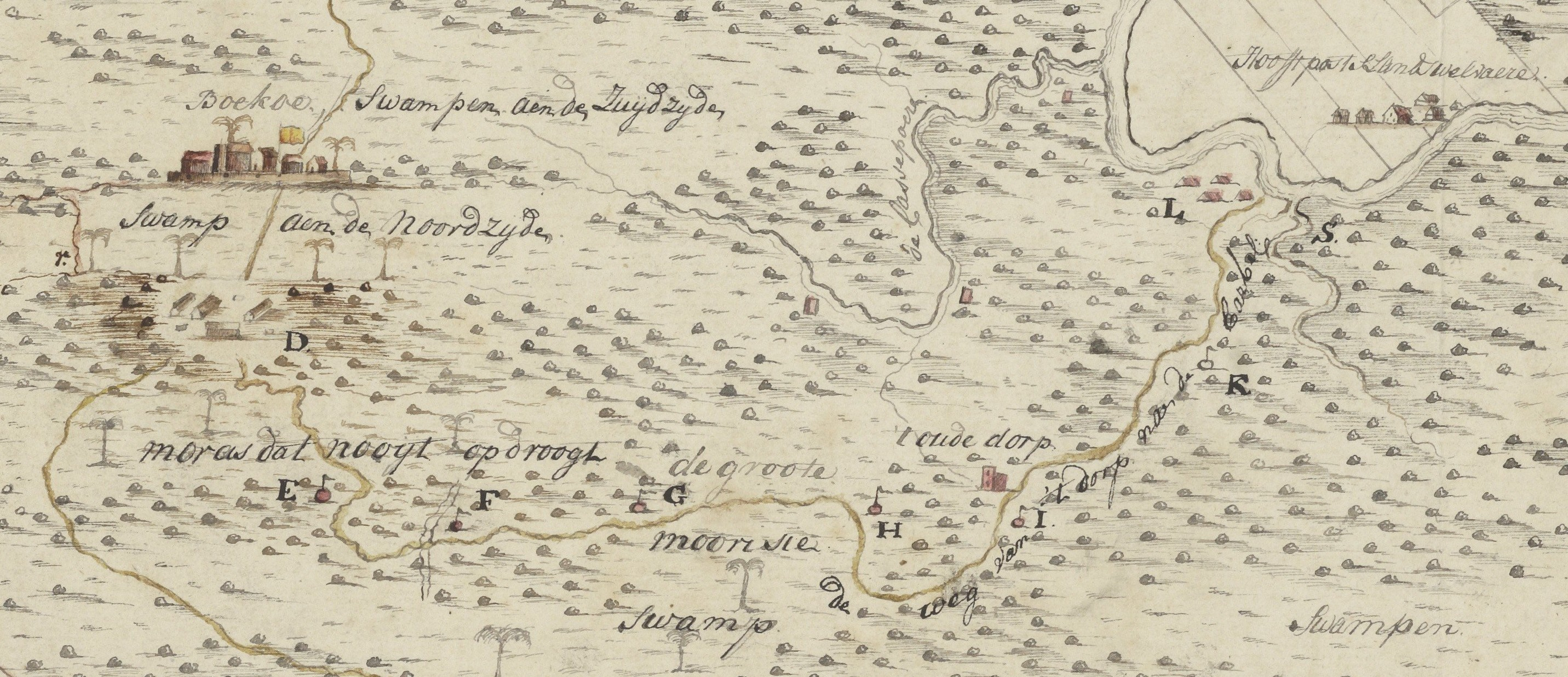
Uitsnede met Fort Boekoe op de kaart van De Friderici

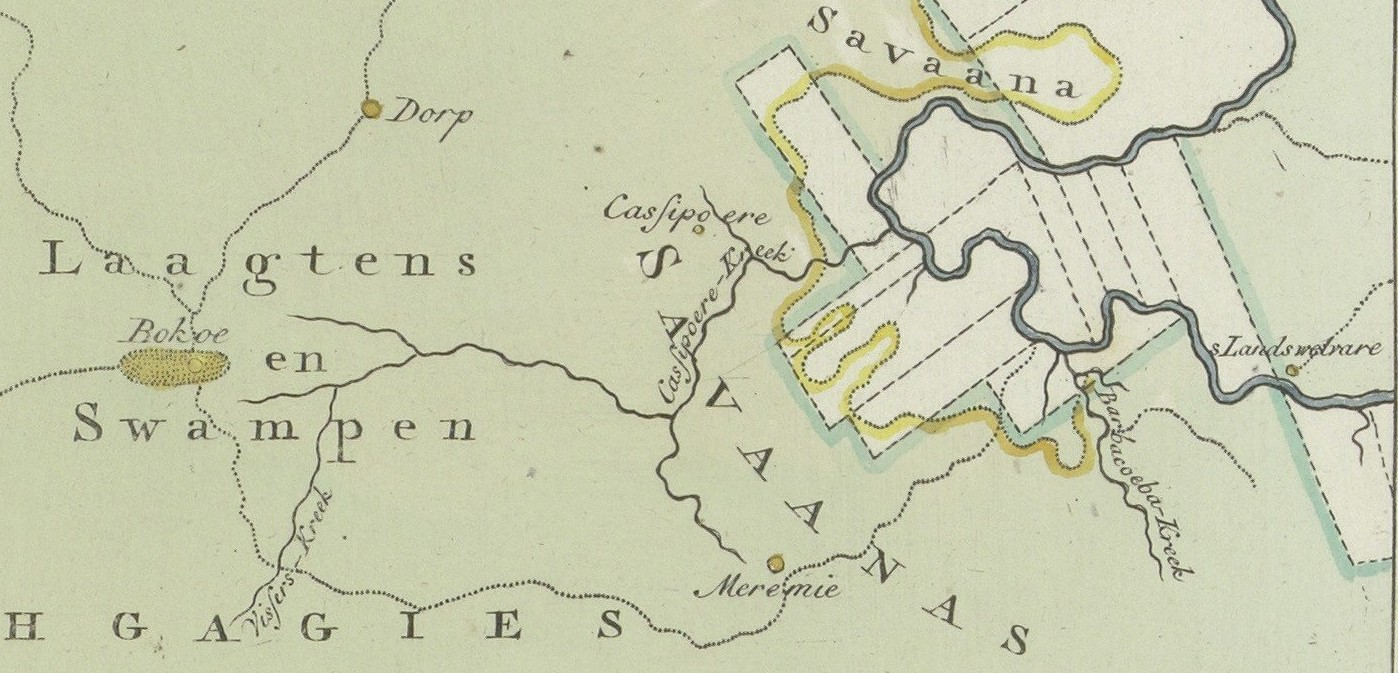
Uitsnede van de kaart van Van Heneman

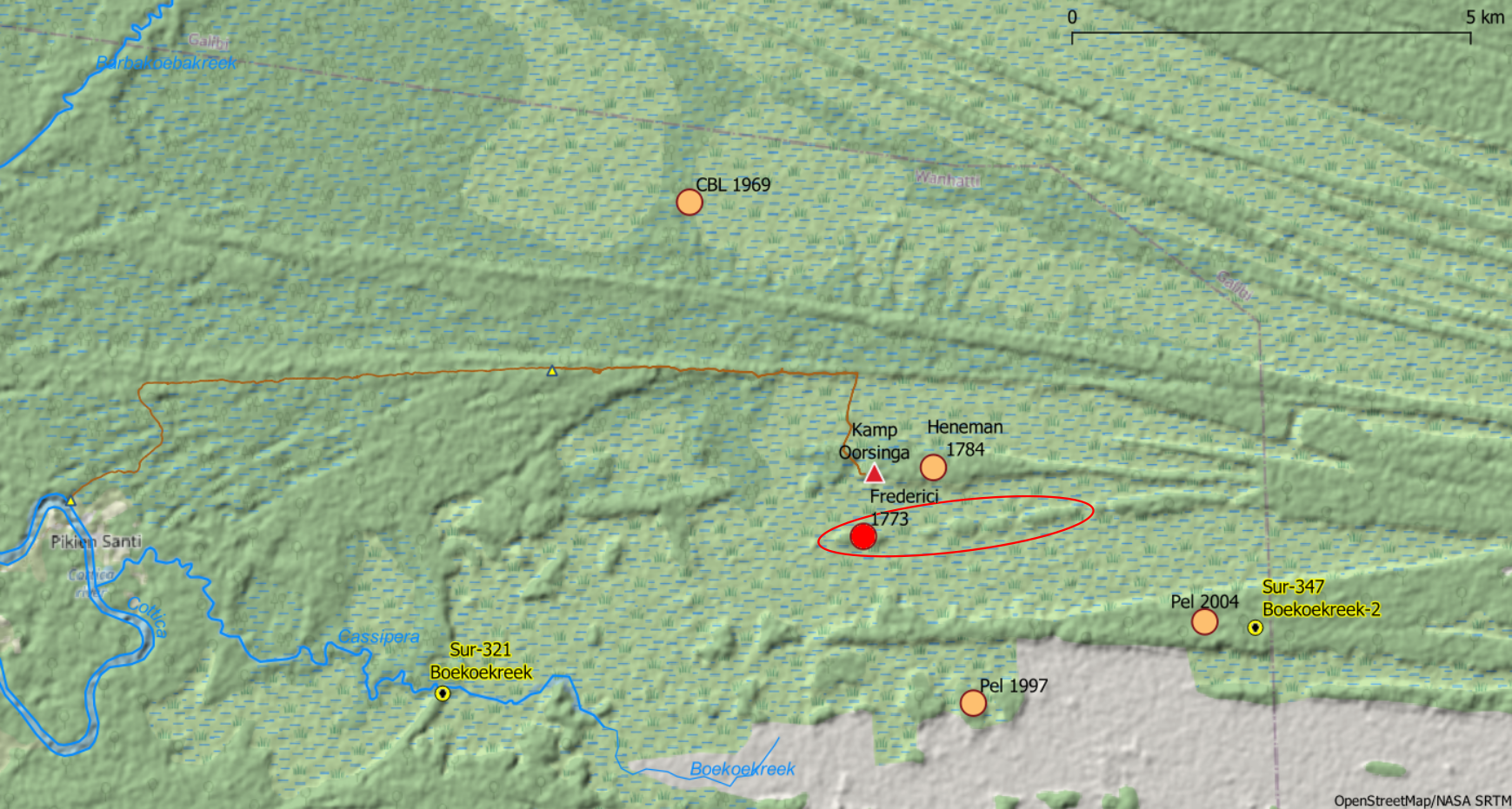
Locatie van Fort Boekoe volgens verschillende bronnen

In 1997 en 2002 zijn er pogingen ondernomen om de plek en mogelijke restanten van Fort Boekoe terug te vinden. Tijdens een derde expeditie in 2004 werd door de onderzoekers een verhoging in een zwamp aangetroffen die overeenstemt met oude reisverslagen. In de buurt van die plek werden ook metaalresten, aardewerk en glasscherven gevonden. Een controle-onderzoek in 2011 door een archeoloog van de Universiteit Leiden leverde geen sluitend bewijs op dat de aangetroffen resten van vroegere bewoning afkomstig zijn van Fort Boekoe.
In het najaar 2021 werd een expeditie georganiseerd met een aanvullende invalshoek: de geologie van de kuststreek. De beschikbare bodemkaart van de streek uit 1977 is ingekleurd en er zijn enkele grondboringen uitgevoerd. Daaruit blijkt dat de meest waarschijnlijke locatie van Fort Boekoe op een rits ligt die dateert uit het Eemien (Laat Pleistoceen).
Om de vermoedelijke locatie van Fort Boekoe te onderbouwen is er in 2024 een analyse gepubliceerd waarbij moderne cartografische technieken zijn gebruikt. Startpunt van het onderzoek waren de achttiende-eeuwse kaarten van J.F. de Friderici en J.C. van Heneman waarop Boekoe is ingetekend. De eerste stap was het vaststellen van de cartografische vervormingen van deze kaarten door ze met behulp van de opensourcesoftware MapAnalyst te vergelijken met de topografische kaart van Suriname uit 1973, die gebaseerd is op de resultaten van het project luchtkartering uit 1947 onder leiding van Jan Zonneveld. Omdat bekend is dat Boekoe op een rits lag, is daarnaast gebruik gemaakt van de digitale hoogtekaart van SRTM. Alle bekende veronderstelde vindplaatsen van Boekoe zijn vervolgens geplot op een kaart met OpenStreetMap ondergrond. 
De analyse uit 2021 situeerde de vindplaats van Fort Boekoe op de westelijke punt van een gebroken rits. De expeditie maakt deze locatie aannemelijk. De plek komt overeen met de kaart van De Friderici; de locatienauwkeurigheid is ruim een kilometer. De plek waarop Heneman Boekoe situeerde, de plekken waar de eerdere expedities uit 1997 en 2004 hebben gezocht en de situering van het Centraal Bureau Luchtkartering liggen hier verder van af. 
Om de laatste onzekerheden over deze locatie weg te nemen moet er nog archeologisch onderzoek ter plekke worden uitgevoerd.